# Садковский сельский совет (Залещицкий район)
Садковский сельский совет (укр. Садківська сільська рада) — входит в состав
Залещицкого района
Тернопольской области
Украины.
Административный центр сельского совета находится в 
с. Садки.

## Населённые пункты совета
- с. Садки